# 筑波学園病院

筑波学園病院（つくばがくえんびょういん）は、茨城県つくば市上横場にある医療機関。一般財団法人筑波麓仁会（つくばろくじんかい）が管理及び運営する病院である。通称は学園病院。

## 概要
1975年（昭和50年）7月1日に財団法人筑波麓仁会が設立され開院した。1年の平均患者数は外来233,838人、入院68,374人（いずれも2020年度）である。
谷田部市街地に立地し、周囲には住宅、ショッピングセンター、飲食店、幹線道路があり、筑波研究学園都市の筑波農林研究団地の北隣に位置する。常磐自動車道谷田部IC、国道354号、研究所へのアクセスが良い立地で、最寄駅はつくばエクスプレスみどりの駅であるが徒歩圏ではない。関東鉄道谷田部車庫に隣接しているほか、つくばみらい市内からの直通バスが運行している。
病院の中心となるA棟（入院病棟）は地上9階、地下1階の建物で、その他B棟、C棟、D棟で構成される。2020年には外来や健診センターが中心となるE棟を新設した。

## 運営者
病院は一般財団法人筑波麓仁会が運営する。筑波学園病院以外にも、介護老人保健施設そよかぜ（敷地内）、総合ケアセンター（敷地内）、筑波学園看護専門学校（敷地内）、ポプラ保育所（敷地内）、並木診療所を運営している。最高責任者は理事長の藤澤順一（元つくば市長）。

## 沿革
- 1975年（昭和50年）7月1日 - 財団法人筑波麓仁会設立。筑波学園病院が開院
- 1999年（平成11年） - 北関東初の免震病棟（9階建て）竣工
- 2020年（令和2年） - 外来棟（E棟）竣工

## 診療科
- 内科系
  - 一般内科
  - 代謝内科
  - 腎臓内科
  - 神経内科
  - 呼吸器内科
  - 消化器内科
  - 循環器内科
  - 血液内科
  - リウマチ膠原病内科
  - 小児科
  - 心療内科
  - 内視鏡
- 外科系
  - 脳神経外科
  - 外科・消化器外科
  - 肛門外科
  - 形成外科
  - 心臓血管外科
  - 眼科
  - 産婦人科
  - リハビリテーション科
  - 歯科口腔外科
  - 乳腺内分泌外科
  - 皮膚科
  - 泌尿器科
  - 整形外科
  - 耳鼻咽喉科
  - 麻酔科・ペインクリニック内科

## 医療機関の指定等
- 日本医療機能評価機構認定病院
- 急性期病院
- 救急告示医療機関
- 労災指定病院
- 臨床研修指定病院（管理型・協力型）

## 周辺
- 谷田部ショッピングセンター
- 関東鉄道つくば中央営業所
- セブン-イレブン
- くすりの福太郎（茨城県唯一の店舗。薬局のみ）
- すき家
- 山田うどん
- 沼尻産業
- 農林研究団地

## ロケ
- フジテレビドラマ『BOSS』の最終回の撮影に当病院が使われた。

## 交通アクセス
- つくばエクスプレスみどりの駅より関鉄バス農林団地循環で谷田部車庫下車、徒歩すぐ。
- つくばみらい市病院バス